# Doc Hollywood - Dottore in carriera
Doc Hollywood - Dottore in carriera (Doc Hollywood) è un film del 1991, basato sul romanzo What? Dead Again? da Neil B. Shulman, diretta da Michael Caton-Jones con protagonisti Michael J. Fox, Woody Harrelson e Julie Warner.

## Trama
Dopo aver completato la sua residenza medica in un ospedale di Washington, il dottor Benjamin "Ben" Stone si reca a Beverly Hills per un colloquio di lavoro con il noto chirurgo plastico Dr. Halberstrom. Mentre attraversa Grady, nella Carolina del Sud, Ben si schianta contro una recinzione per evitare di colpire una mucca. La recinzione appartiene al giudice Evans, che poi lo condanna a 32 ore di servizio alla comunità presso la clinica medica della città. Il sindaco Nick Nicholson e un comitato di accoglienza salutano Ben, sperando di assumerlo per sostituire il dottor Aurelius Hogue, che ha intenzione di andare in pensione. Mentre la sua Porsche è in riparazione, Ben si prende cura dei pazienti e flirta con l'autista dell'ambulanza Vialula (meglio conosciuta come "Lou"), madre single di una figlia di quattro anni. Anche l'agente assicurativo locale Hank Gordon corteggia Lou, mentre Nancy Lee, la figlia del sindaco, insegue Ben.
Gli abitanti della città iniziano a integrare Ben nella loro vita di provincia. Hogue inizialmente liquida Ben come troppo giovane e inesperto fino a quando Ben non gli salva la vita da un attacco di cuore. Come segno di gratitudine, Hogue chiama in privato Halberstrom spiegando il ritardo di Ben a causa del suo servizio alla comunità imposto (che lui spiega come "lavoro di volontariato"), mentre il giudice Evans libera Ben dalla sua condanna rimanente. Alla vigilia della partenza di Ben, condivide una serata intima con Lou. Non volendo sfruttare la situazione o incitare alla gelosia di Hank, Ben lascia segretamente la città di notte. Vicino al bacino idrico della città, Ben si imbatte in un uomo del posto la cui moglie è in travaglio all'interno della loro auto. Dopo una breve esitazione, il giovane medico aiuta la donna a partorire e, proprio quando avviene la nascita della bambina, arriva un camion delle giostre a forte velocità che distrugge la macchina di Ben.
Ben si prepara a partire il giorno successivo. La comunità è intervenuta e gli ha comprato un biglietto aereo per Los Angeles. Lou, non volendo che Ben sprechi il suo talento in una piccola città, reprime i suoi sentimenti e gli dice che sta per sposare Hank.
Il dottor Halberstrom assume Ben sulla base della raccomandazione di Hogue. La superficialità di Beverly Hills lascia presto Ben, cresciuto in una piccola città, a sentirsi depresso e ostracizzato. Poche settimane dopo, Hank e Nancy Lee arrivano a Los Angeles, portando con loro l'auto riparata di Ben. Dopo che Hank dice a Ben che lui e Lou hanno rotto il loro fidanzamento, Ben torna a Grady e si riconcilia con lei.